# Taiwan Chengte Dafo
Taiwan Chengte Dafo est une statue de 50 mètres de haut d'un Bouddha assis qui se trouve à Puli (en), comté de Nantou, Taïwan, achevée en 2004. Elle repose sur une base de 28 mètres de haut, portant à une hauteur totale de 78 mètres le monument. Elle est en 2019 la quarantième plus grande statue au monde.